# Aleksandr Kolceak
Aleksandr Vasilievici Kolceak (în rusă Александр Васильевич Колчак (n. 16 noiembrie 1874 — d. 7 februarie 1920) a fost un amiral rus, explorator polar și, în timpul Războiului Civil din Rusia, comandant al unei părți a Armatei Albe. 
Amiralul Kolceak era un descendent al lui Iliaș Colceag, supranumit Kolceak-Pașa, militar moldovean din secolul al XVIII-lea, care a luptat ca mercenar în armata otomană.
În 1994, autoritățile Federației Ruse au pus o placă comemorativă pe clădirea Corpului de cadeți de marină din Sankt Petersburg în memoria lui Kolceak. Inaugurarea a coincis cu împlinirea a 300 ani de la înființarea flotei Rusiei și cu aniversarea a 125 de ani de la nașterea amiralului.

## Opera științifică și istorică
- Biblioteca Congresului SUA